# Börteboot

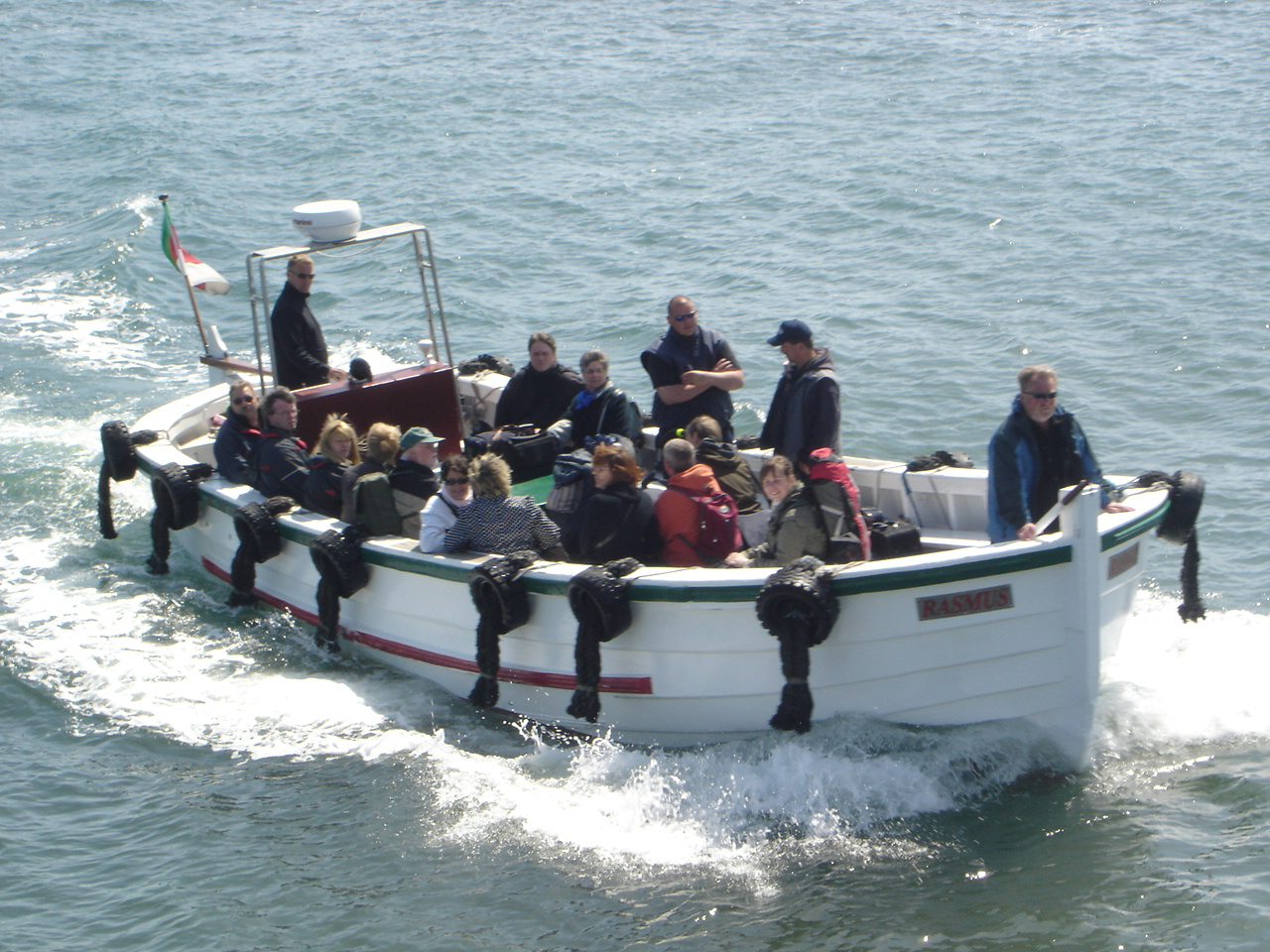
Börteboot

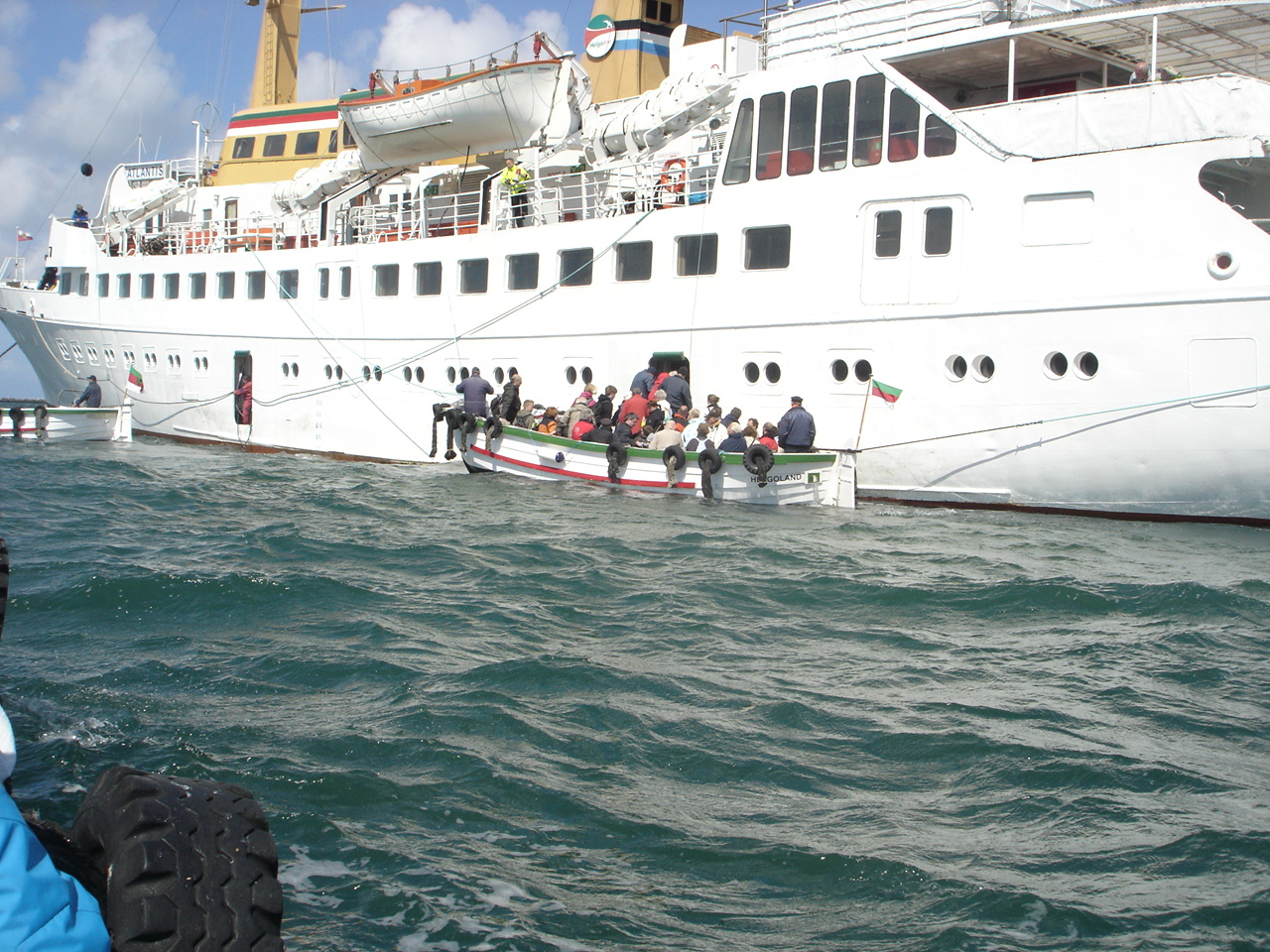
Börteboote beim Ausbooten (2010)

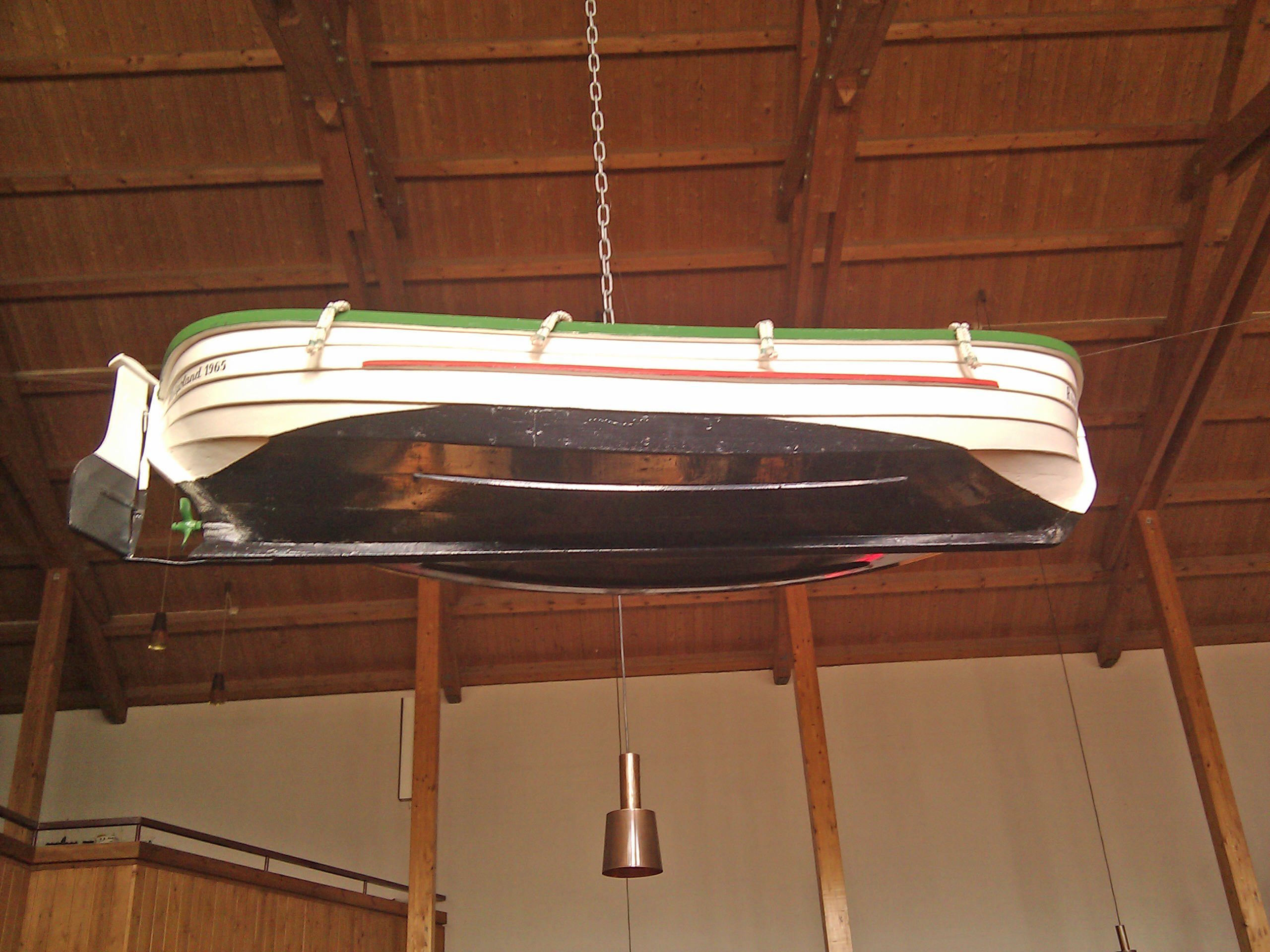
Modell eines historischen Börtebootes

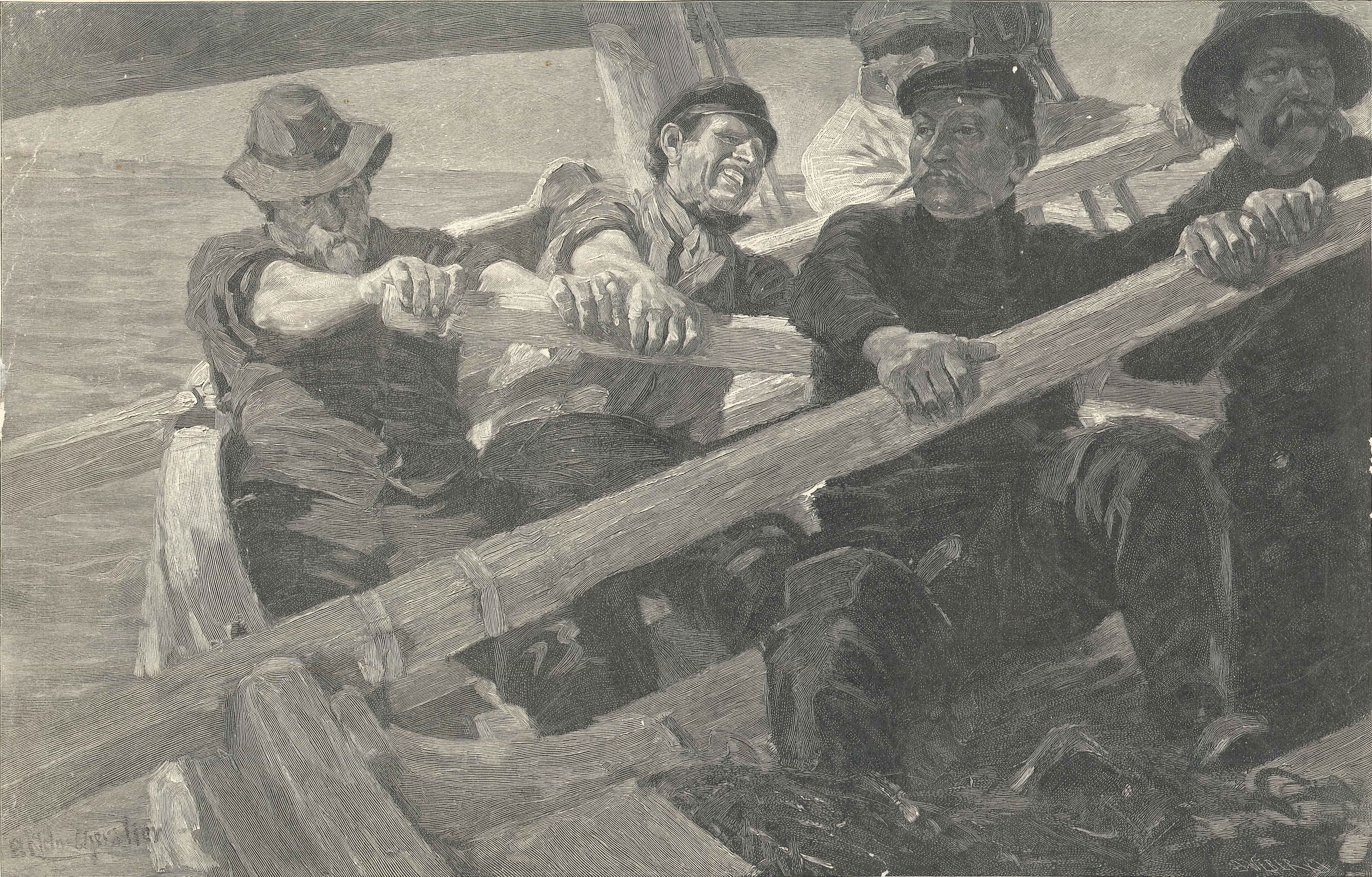
Um 1900, Friedrich Klein-Chevalier Überfahrt nach Helgoland im Börteboot

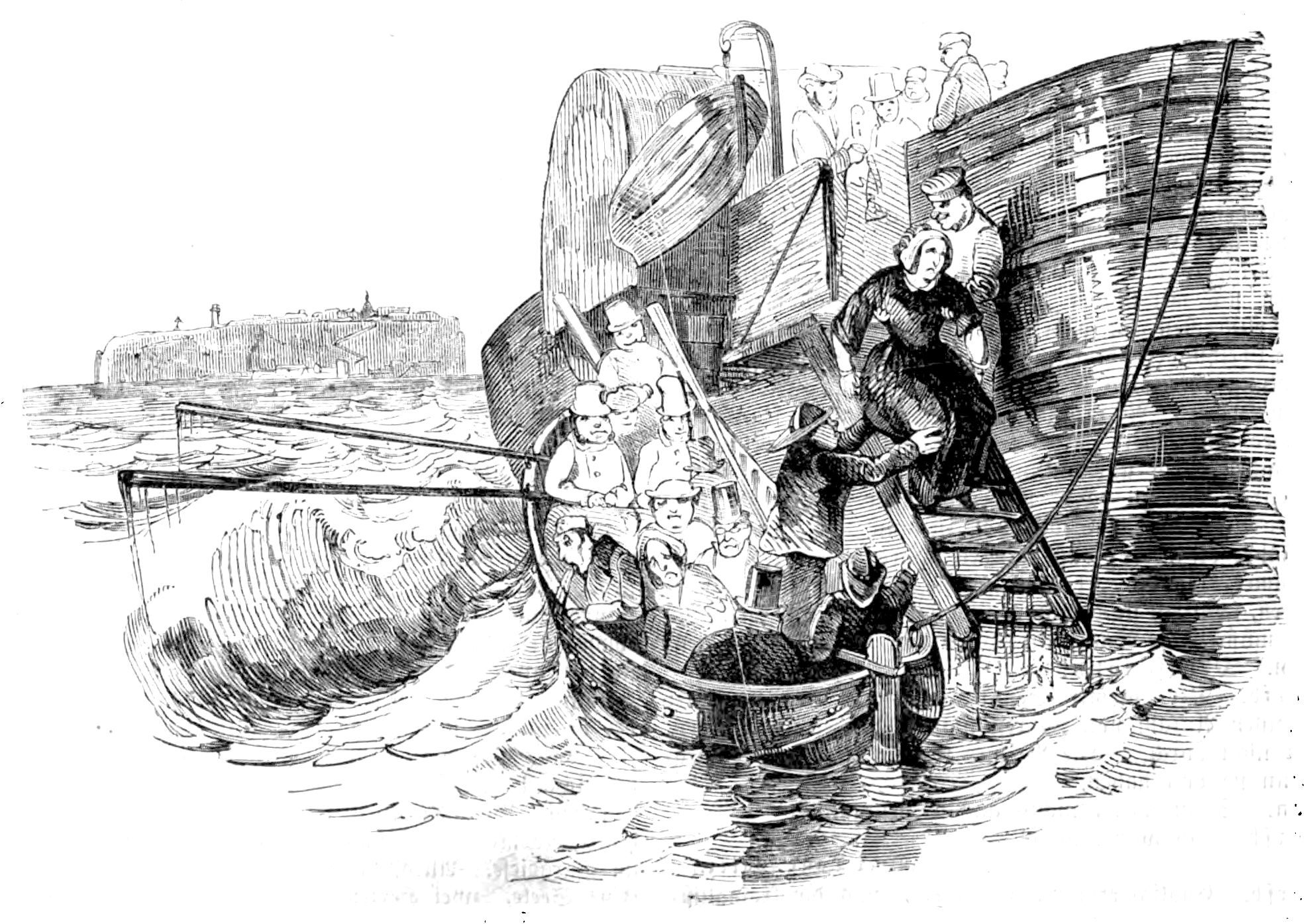
Carl Reinhardt, Ausbooten, Der illustrirte Dorfbarbier 1854

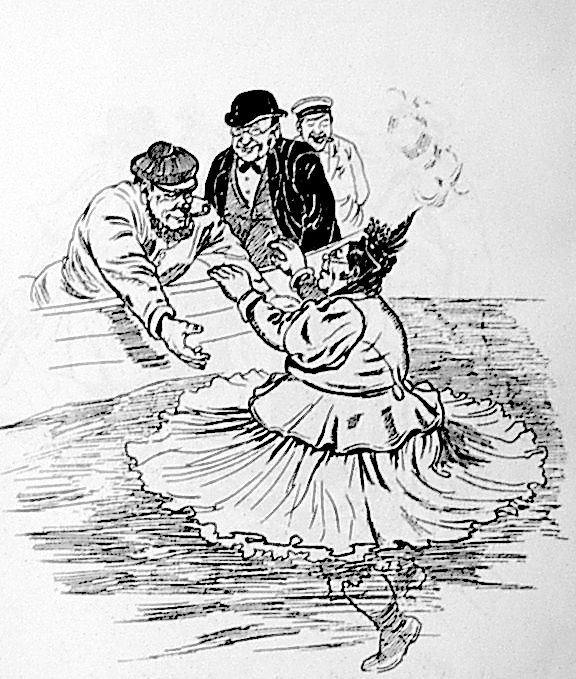
„Vom Schiff zum Boot man rüberspringt, doch manchmal auch es fehlgelingt“, aus Max Brinkmann, Nordsee Bilder, Nr. 13, Hamburg 1909

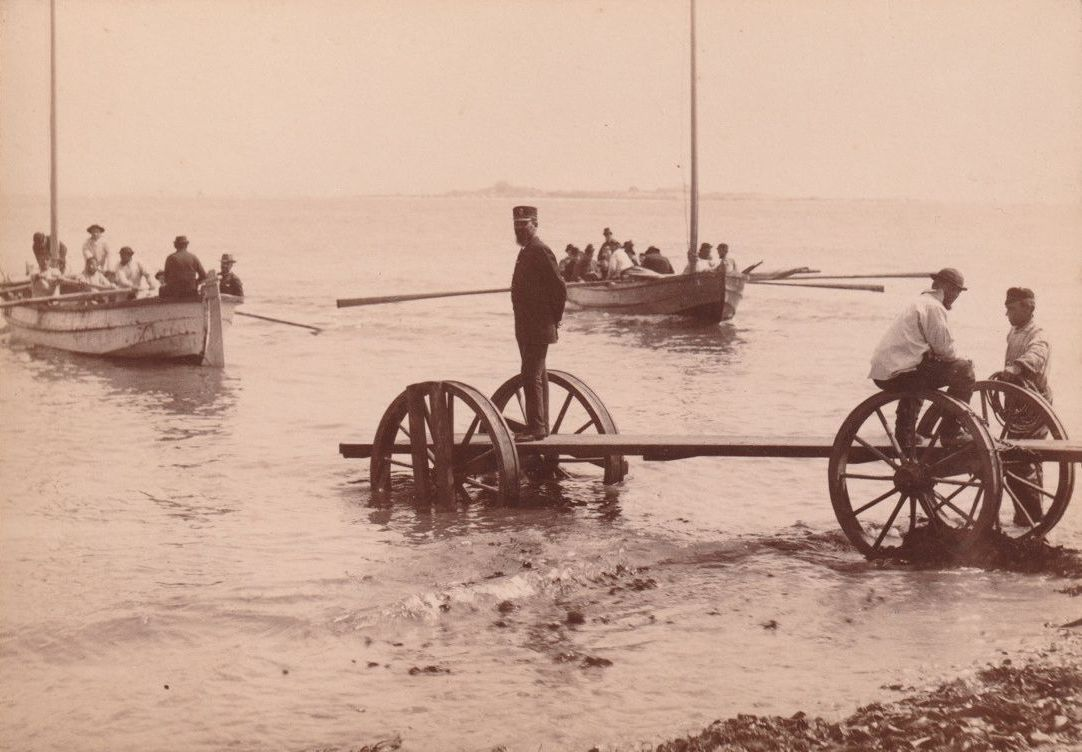
Um 1890 Gustav Friederichs, Helgoland Das Anlanden der Rudder an einen Stegwagen

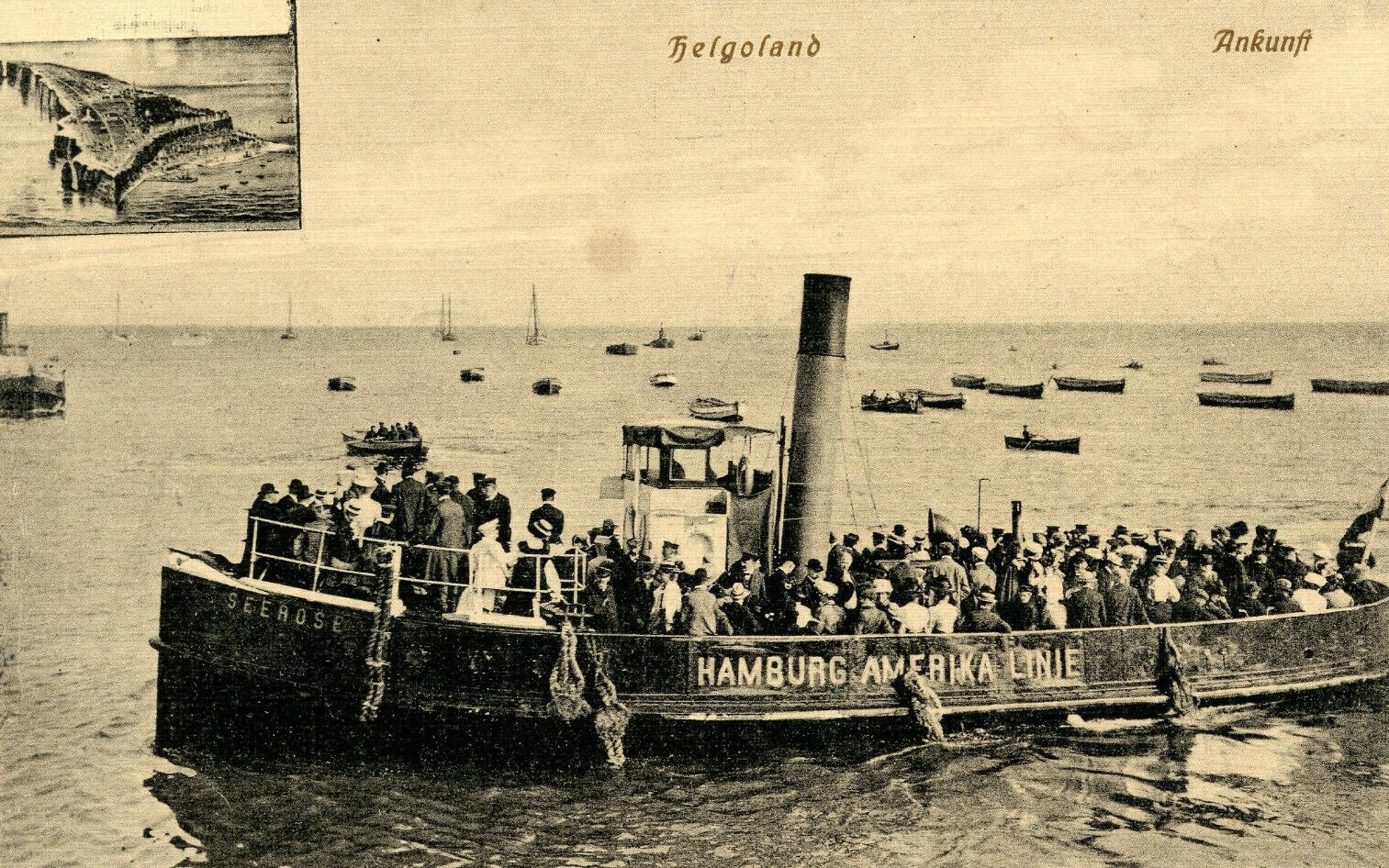
Ausbooten mit dem Kleindampfer Seerose der HAPAG

Mit dem Begriff Helgoländer Börteboot (auf Helgoland auch Rudder) wird seit den späten 1950er Jahren ein circa zehn Meter langes und drei Meter breites Boot aus massivem Eichenholz mit einem Tiefgang von circa einem Meter bezeichnet. Ein solches Börteboot ist circa acht Tonnen schwer. Der Name leitet sich von der Vereinigung der Schiffseigner (Börte) her, die den Personentransport im Sommer („Ausbooten“) zwischen den auf der Helgoländer Reede ankernden Seebäderschiffen und der Landungsbrücke verantworten und kann so historisch auch für die früheren kleineren Ruderboote gebraucht werden. Im heutigen Börteboot finden 40–50 Passagiere während der kurzen Fahrt vom Seebäderschiff zur Insel Platz. Des Weiteren werden die Boote auch noch zum Fischen und Hochseeangeln eingesetzt.
Die Bauweise der heutigen Börteboote ist für Holzboote eine Besonderheit – während die oberen Plankengänge (meist die vier oberen, vom Süllrand nach unten gezählt) in Klinkerbauweise erstellt sind, ist das darunter befindliche Unterwasserschiff in Kraweelbeplankung gebaut. Börteboote haben einen innenliegenden Dieselmotor und sind relativ stark motorisiert – sie erreichen leicht Rumpfgeschwindigkeit, was im Betrieb gut beobachtet werden kann.
Der heutige Typ des Börtebootes wurde ab 1952, dem Jahr der Wiederbesiedlung Helgolands nach dem Zweiten Weltkrieg, gebaut; die derzeit im Einsatz befindlichen Boote vorwiegend in den 1960er und 1970er Jahren. Die meisten Nachkriegsboote wurden auf der Bootswerft Hatecke in Freiburg/Elbe gefertigt, die seit den 1930er Jahren Börteboote baut und auch Ausbesserungsarbeiten an den Booten durchführt. Weitere Nachkriegsboote entstanden auf der Mews-Werft in Cuxhaven, der Dodegge-Werft in Neuhaus/Oste, der Kremer-Werft in Elmshorn, der Bootswerft Schwarz in Haseldorf, der Döscher-Werft in Cuxhaven, der Kröger-Werft auf Helgoland sowie auf der Werft von Hans Martin Hatecke, die ebenso wie die Bootswerft Hatecke in Freiburg/Elbe ansässig war.
Der Begriff Börteboot wird erst seit den späten 1950er Jahren benutzt.

## Geschichte
Die Entwicklung der Börteboote ist eng mit der Geschichte des 1826 gegründeten Seebads verbunden. Zunächst mussten die Badegäste von einem Fallreep in ein gerudertes Börteboot umsteigen. Bei günstigem Wind konnte gesegelt werden. Normalerweise ruderten 6 Helgoländer ein Boot mit „balkenähnlichen“ Rudern. Bei ungünstigem Wetter waren bis zu 12 Ruderer an Bord. In den ersten Jahren wurden die Badegäste die letzten Meter zum Strand getragen. Erst ab Mitte des 19. Jahrhunderts sind für die Anlandungen Stegwagen nachweisbar, 1869 wurde eine Landungsbrücke gebaut, die Stegwagen waren aber noch nach dem Ersten Weltkrieg im Gebrauch. Die Illustrirte Zeitung meldete am 26. Dezember 1896 den Beschluss des Gemeinderats die Landungsbrücke für die Dampfer auszubauen, um das Ausbooten überflüssig zu machen. Dies geschah aber nicht. Auch ein Antrag der beiden großen Reedereien Norddeutscher Lloyd und HAPAG 1905 die Landungsbrücke zu erweitern wurde mit Rücksicht auf die Börteboote und ihre Betreiber abgelehnt. Die HADAG setzte darauf bis vor dem Ersten Weltkrieg Kleindampfer zum Ausbooten ein. Albert Ballin hatte schon 1894 angeregt die Börteboote mit Motoren auszurüsten, die Gemeindevertretung konnten sich aber nur zu Schleppdampfern für die Dünenfähre durchringen, die sich nicht bewährten. Ab 1909 wurden die Börteboote dann mit Motoren versehen.
Der heutige Südhafen wurde als Kriegshafen erst 1916 fertig und nach dem Ersten Weltkrieg wieder demontiert. Erst nach dem Wiederaufbau nach dem Zweiten Weltkrieg wurde der Südhafen für zivile Zwecke nutzbar.
Während der Sommersaison durften die Seebäderschiffe (mit Ausnahme der auf der Cuxhaven-Route verkehrenden Helgoland) nicht im Hafen von Helgoland anlegen. In der Wintersaison dagegen durfte das durch die Reederei Cassen Eils betriebene Fährschiff aus Cuxhaven, das dann die einzige regelmäßige Schiffsverbindung zum Festland darstellt, im Südhafen anlegen. Ganzjährig durfte zudem der Katamaran Halunder Jet, der über keine Helgoland-Pforte verfügt, über die Passagiere zwischen Bäderschiff und Börteboot umsteigen, im Hafen festmachen. Bestrebungen, die Börte-Pflicht für Seebäderschiffe abzuschaffen, wurden lange durch die Helgoländer abgewiesen, da diese in der Börte eine wichtige Einnahmequelle sehen. Seit 2020 wurde wegen der Coronasituation auf das Ausbooten verzichtet. Nach Auslaufen der Coronamaßnahmen wurde das Ausbooten bisher nur noch für Kreuzfahrtschiffe angeboten. (Stand August 2024)

## Verein zum Erhalt der Helgoländer Börteboote
Seit 2014 existiert der Verein zum Erhalt der Helgoländer Börteboote, dessen Ziel es ist, die Helgoländer Börteboote in ihrem jetzigen Zustand zu erhalten. Die Kapitäne der Börteboote verfolgten das Ziel, ihre Boote als Weltkulturerbe anerkennen zu lassen, wofür sie öffentlichkeitswirksame Aktionen durchführten; u. a. fuhren zehn Börteboote über die Nordsee, die Elbe und mehrere Kanäle bis nach Berlin, um auf ihr Anliegen aufmerksam zu machen. Im Dezember 2018 wurde die Helgoländer Dampferbörte schließlich ins Verzeichnis des Immateriellen Kulturerbes aufgenommen. Die Boote gehören damit nicht zum Weltkulturerbe, aber ihr Einsatz beim Ausbooten.

## Börteboot-Regatta
Am 10. August 1938 wurde zum ersten Mal ein Motorbootrennen mit den Börtebooten durchgeführt. Aufgenommen wurde die Tradition der Segelregatten der einheimischen Fischer, die vor und nach dem Ersten Weltkrieg belegbar sind. Angemeldet wurden über 70 Boote. Beim zweiten Rennen 1939 waren ca. 80 Börteboote dabei, auf denen 400 Badegäste mitfuhren. Es ging über zehn Seemeilen. Das Datum der Übergabe Helgolands an das Deutsche Reich war vom Ortsgruppenleiter Meunier und seinem Stellvertreter Max Denker vom Helgoländer Fischerverein bewusst gewählt worden. Sie wollten eine neue Tradition stiften. Die Insel war beflaggt, Meunier hielt bei der anschließenden Feier vor großem Publikum im Kurhaus eine entsprechende Rede. Vor 1938 gab es regelmäßig keine Regatten oder große Feierlichkeiten an diesem Datum. Nach dem Krieg wurden diese Rennen weitergeführt, das erste war am 10. August 1955 mit allen 22 Börtebooten und 300 Gästen an Bord über sieben Seemeilen. 1965 wurden 33 Boote gemeldet, 1971 40, 2001 22 (Es ging nur noch über drei Seemeilen), 2008 waren es insgesamt nur noch 10, eins war extra zum Rennen vom Festland gekommen. Seit 1980 wurde das Rennen meist Börteboot-Regatta genannt, bis 2000 war auch noch die ursprüngliche Bezeichnung Motorbootregatta gebräuchlich.